# Курах Михайло Степанович
Михайло Степанович Курах (19 вересня 1895 — †18 червня 1962) — сотник Армії УНР (полковник в еміграції), поет.

## Життєпис
Народився у селі Сердиця під Львовом. Закінчив Львівську гімназію. У серпні 1914 р. був викликаний до австро-угорської армії, служив в артилерії. Останнє звання в австро-угорській армії — лейтенант. Потрапив до російського полону.
У серпні 1917 р. таємно залишив самарський табір військовополонених разом з ешелоном вояків-українців, що прямували на поповнення 34-го армійського корпусу (1-го Українського). Після прибуття до корпусу був призначений начальником канцелярії.

У грудні 1917 р. вступив до Галицько-Буковинського куреня Січових стрільців, один із організаторів Січової артилерії. З кінця лютого 1918 р. — командант передків 1-ї батареї Січових стрільців. Після розформування Січових стрільців з наказу німецького командування.
30 квітня 1918 р. разом із кадрами батареї виїхав до Запорізької дивізії Армії Української Держави. Був помічником командира 4-ї батареї Запорізького легкого гарматного дивізіону, сформованої з галичан. Наприкінці вересня 1918 р., після отримання дозволу гетьмана П. Скоропадського на формування Окремого пішого загону Січових стрільців, разом із батареєю виїхав до Білої Церкви — місця формування загону.
Був помічником командира 1-ї батареї Січових стрільців. З 21 листопада 1918 р. — командир 2-ї гарматної батареї Січових стрільців. З середини січня 1919 р. і до розформування Корпусу Січових стрільців 6 грудня 1919 р. очолював 1-й (з середини липня — 28-й) гарматний полк Січових стрільців Дієвої армії УНР.
У грудні 1919 р. з наказу Січової Ради вступив до Української Галицької армії. Згодом повернувся до Галичини. З 1921 р. жив у Львові, був керівником відділу пропаганди Української військової організації.
У 1939 р., після окупації Галичини радянськими військами, залишився у Львові за завданням ОУН. У червні 1940 р. був висланий разом із родиною до Архангельської області. У 1941 р. був відправлений на поселення до Казахстану, в колгосп «Жана-Туратс» Красногорського району. Був довіреним польського посольства у цьому районі, головою обласного правління Союзу польських патріотів.
Заарештований 27 листопада 1944 р. за звинуваченням у польській націоналістичній діяльності. Повністю зізнався щодо своєї участі в УВО та ОУН. У лютому 1945 р. був переданий із НКВС Казахстану до НКВС УРСР, втратив у в'язницях дружину та 2 дітей.
У 1946 р. як польський громадянин згідно з угодою між радянським урядом та головою польського еміграційного уряду генералом Сікорським був відпущений до Польщі.
У 1947 р. виїхав до Австрії. Восени 1956 р. переїхав до США, був активним громадським діячем. Помер від серцевого нападу у Нью-Йорку, у помешканні рідного брата Івана.
Автор збірки віршів «Перед брамою» (1963, посм.).